# کریس دویگ
کریس دویگ (انگلیسی: Chris Doig؛ زادهٔ ۱۳ فوریهٔ ۱۹۸۱) بازیکن فوتبال اهل بریتانیا است.
از باشگاه‌هایی که در آن بازی کرده‌است می‌توان به باشگاه فوتبال ناتینگهام فارست، باشگاه فوتبال نورث‌همپتون تاون، باشگاه فوتبال مادورا یونایتد، باشگاه فوتبال سنترال کوئست مارینرز، باشگاه فوتبال گریمزبی تاون، باشگاه فوتبال آلدرشات تاون، و باشگاه فوتبال یورک سیتی اشاره کرد.
وی همچنین در تیم‌های ملی فوتبال Scotland national under-18 football team و زیر ۲۱ سال اسکاتلند بازی کرده‌است.